# 투르크메니스탄 공군
투르크메니스탄 공군(투르크멘어: Türkmen Howa Güýçleri)은 투르크메니스탄군의 공군 부서이다. 투르키스탄 군관구의 그 지역 내에 있는 옛 소련 공군 부대로부터 형성되었다. 투르크메니스탄 공군은 약 300대의 소련 항공기를 물려받았고, 우크라이나에서 조종사들이 훈련을 받았다.

## 역사
투르크메니스탄은 소련군의 투르키스탄 군관구가 중앙아시아의 독립국가로 분할된 후 중앙아시아에서 가장 큰 항공 그룹을 물려받아 마리 근처와 아시가바트 근처의 두 개의 대형 기지에 배치되었다. 1990년대 투르크메니스탄 공군은 소련 공군의 요격 항공기 시설이었던 크라스노보츠크 공군기지(현 [투르크멘바시 국제공항]])를 인수하였다. 투르크메니스탄에 주둔한 소련 공군의 이전 부대로는 제67혼성항공연대, 제366독립헬기비행대대대, 제179전투항공연대, 제217전투/폭격기항공연대 등이 있었다. 2002년 공군은 최대 250대의 다양한 시스템의 헬리콥터와 항공기로 무장하였다. 2015년 연안 해군력 강화 계획이 있었고, 이로 인해 카스피해 주둔이 다소 개선되었다.

## 항공기
2012년 IISS는 공군이 94대의 전투 능력이 있는 항공기를 보유한 3,000명의 인력을 보유하고 있다고 밝혔다.
항공기는 74대이다. 미그-29/미그-29UB(두 기종 모두 24대), 수호이 Su-17 피트터-B(65대), 수호이 Su-25 프로그풋(41대) 등 2대의 지상공격기를 배치했다고 밝혔다. 또 안토노프 An-26 '컬'(1대), Mi-8s와 Mi-24s(8대, 10대) 등 1대의 수송기를 배치했다고 밝혔다. 훈련 부대에는 수호이 Su-7 피트터-A(3대)와 L-39 알바트로스가 배치됐다. 방공 미사일 부대에는 SA-2, SA-3, SA-5가 배치됐다.